# 모리스 드 삭스
삭스 백작 모리스(프랑스어: Maurice, comte de Saxe, 독일어: Hermann Moritz Graf von Sachsen 모리츠 그라프 폰 작센[*], 1696년 10월 28일 ~ 1750년 11월 20일)은 신성 로마 제국 출신의 프랑스의 육군 원수(프랑스어: Maréchal de France)로 뒤에 육군 대원수(프랑스어: "maréchal général des camps et armées du roi")가 되었다. 그는 프랑스 문인인 조르주 상드의 증조부이기도 하다.

## 유년 시절
삭스는 뒤에 폴란드의 왕 아우구스트 2세가 되는 작센의 선제후인 프리드리히 아우구스트 1세와 그의 애첩이자 스웨덴의 코니히스마르크 백작가의 영양인 오로라 사이에서 서자로 태어났다.
1698년 그의 어머니는 이제 3살이 된 모리스를 그의 아버지가 있는 폴란드의 바르샤바로 보냈다. 아우구스투스 2세는 몇 년 전 폴란드의 왕으로 선출되었으나, 불안정한 국가 정세로 인해, 어쩔 수 없이 모리스를 그의 유년 시절 대부분을 폴란드의 경계 지대에서 지내도록 하였다. 아버지와의 이 별거는 그를 자립적으로 만들었고, 미래의 경력에 중대한 영향을 끼쳤다.

## 군대 경력
12세 때, 삭스는 말플라크 전투(Battle of Malplaquet)에서 투르네(Tournai)와 몽스의 요새에 주둔한 사보이 공 외젠의 군대에 보내졌다. 그 전쟁의 막바지에 삭스를 브뤼셀의 예수회 대학에 보내자는 제안은 그의 어머니의 반대로 취소되었다.
그 다음에 삭스는 스웨덴과 전쟁 중인 표트르 대제 아래서 군역을 하였다. 1711년 그의 아버지는 공식적으로 그를 인정하였고, 백작 작위를 내렸다. 삭스는 아버지와 포메라니아로 동행하였고, 1712년 슈트랄준트의 요새에 가담하였다.
성인이 되어 삭스는 개인적으로나 성격적으로, 그의 아버지를 상당히 많이 닮게 되었다. 그의 악력은 너무나 강력하여, 그의 생애 말기에도 한 손으로 말편자를 구부러뜨릴 수가 있었고, 그의 에너지와 끈기력은 그가 많은 과용을 일으킨 병에 거의 영향을 끼치지 않았다. 1714년 삭스는 그의 아버지의 신하들 가운데서 부자인 로레벤 백작가의 영양, 요하나 빅토리아과의 정략 결혼을 하였다. 그러나 그는 아내의 재산을 빠른 속도로 탕진하여, 곧 막대한 부채를 지게 되었다. 삭스는 요하나 빅토리아가 그에 대해 심각할 정도로 불만을 가지게 만들고, 그는 1721년 혼인 무효에 동의하였다.
1717년 투르크와의 전쟁에 종사한 후, 그는 파리에서 수학을 공부하였고, 1720년에는 maréchal de camp의 직책에 위임되었다. 1725년 삭스는 그에게 구혼한 안나 이바노브나 공작 부인(훗날의 러시아의 여제)의 후원으로, 쿨란스키 공작 선출을 위해 협상에 들어갔다. 그는 1726년 공작으로 선출되었으나, 러시아인들은 그와 공작 부인과의 결혼을 거부하였다. 그는 곧 그 계획이 불가능하다는 것을 깨닫고, 그의 연인인 프랑스의 배우, 아드리엔 르쿠브뢰르의 지원으로 그녀에게 3만 리브르를 빌려, 군대를 양성하였다. 삭스는 이를 1727년까지 유지하였으나, 철퇴하고 파리에 돌아왔다.
폴란드 왕위 계승 전쟁이 일어나자, 삭스는 베릭 공작 원수 휘하에 들어가, 필립스부르크 공방전에서 눈부신 공훈으로 중장 자리에 올랐다.